# Jack Cooley
Jack Ryan Cooley (Evanston, Illinois, 4 de abril de 1991) es un jugador de baloncesto estadounidense que milita en el Ryukyu Golden Kings japonés de la B.League. Con 2,06 metros de estatura, juega en la posición de ala-pívot.

## Trayectoria deportiva

### Universidad
Jugó durante cuatro temporadas con los Fighting Irish de la Universidad de Notre Dame,  en las que promedió 8,6 puntos y 6,4 rebotes por partido. En su temporada júnior fue elegido como el jugador más mejorado de la Big East Conference, e incluido en el segundo mejor quinteto de la conferencia. Al año siguiente lo fue en el primer equipo.

### Profesional
Tras no ser elegido en el Draft de la NBA de 2013, fichó por el Trabzonspor Basketbol de la liga turca, donde jugó una temporada en la que promedió 12,8 puntos y 6,7 rebotes por partido.
Al año siguiente, tras disputar las ligas de verano, fichó por los Utah Jazz, pero fue despedido antes del comienzo de la temporada. Firma entonces por los Idaho Stampede de la NBA D-League, hasta que en febrero de 2015 es reclamado por los Jazz con un contrato por diez días, regresando posteriormente a los Stampede, para volver a firmar un nuevo contrato en el mes de marzo con los Jazz.
En diciembre de 2015, firma con el Unicaja Baloncesto, para cubrir el hueco que deja el ala-pívot español Germán Gabriel hasta el final de temporada.  

## Estadísticas de su carrera en la NBA

### Temporada regular
| Año     | Equipo     | PJ | PT | MPP  | %TC  | %3P | %TL  | RPP | APP | ROB | TPP | PPP |
| ------- | ---------- | -- | -- | ---- | ---- | --- | ---- | --- | --- | --- | --- | --- |
| 2014-15 | Utah       | 16 | 0  | 5.4  | .409 | –   | .429 | 1.6 | .1  | .4  | .2  | 1.7 |
| 2017-18 | Sacramento | 7  | 0  | 12.4 | .481 | –   | .737 | 4.3 | .9  | .1  | .0  | 5.7 |
| Total   | Total      | 23 | 0  | 7.6  | .449 | –   | .575 | 2.4 | .3  | .3  | .1  | 2.9 |